# 小児がん

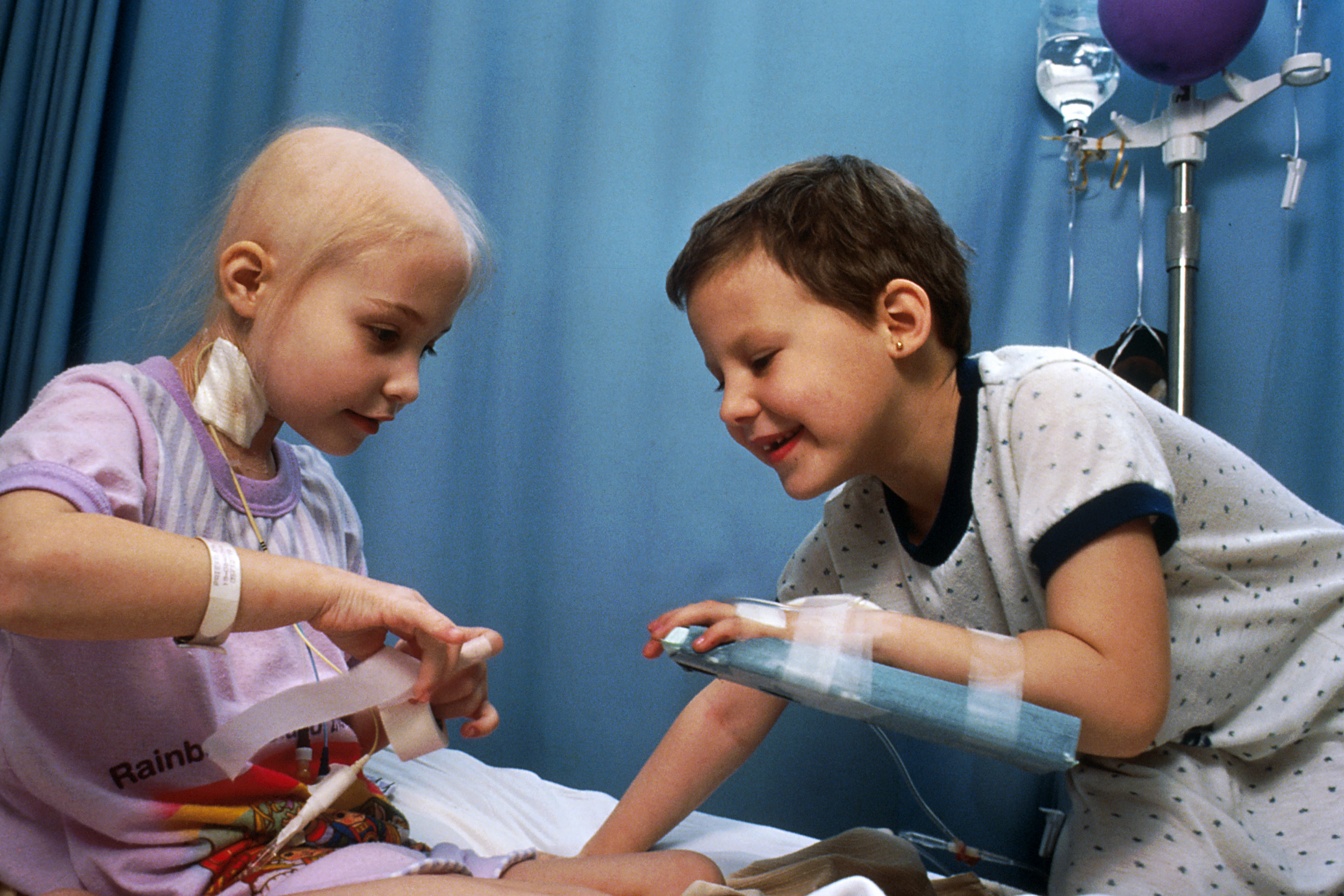
急性リンパ性白血病を患った2人の少女

小児がん (しょうにがん、英: Children's cancer, Childhood cancer) とは、小児が罹患するがんの総称である。大人のがんと同様に以前は「不治の病」とされてきたが、医療技術の進歩により70～80%は治るようになった。

## 概要
主な小児がんは、白血病、脳腫瘍、神経芽腫、リンパ腫、腎腫瘍（腎芽腫、ウィルムス腫瘍）などである。胃がんや肺がんなどは小児にはほぼみられない。「小児がん」とは総称であるため、症状や原因などの詳細は、個別のがんの記事を参照されたい。
小児がんは白血病やリンパ腫を除くと大人では稀なものが多く、また種類が多いため、症例の多い病院での治療が必要とされ、主に小児専門病院（こども病院）への通院や入院により行われることが多い。
成人と比べるとがんの増殖が早いが、化学療法や放射線療法の効果が極めて高いのも特徴である。

## 治療後の生活の質に対する配慮
小児がんの生存率が高まるにつれ、治癒後の生活の質（クオリティ・オブ・ライフ）の向上にも重きがおかれるようになった。

### 院内学級における教育
小児がんでは学童期に長期間の入院治療を強いられることから、健康な子供と同様に学業が続けられるよう、また退院後に進学したり就職したりすることへの支障がなるべく小さくなるように、院内学級において継続的に教育が行われる。
将来のためだけでなく、単調かつ苦しいことの多い入院生活中の楽しみとして、治療に向き合う意欲を維持・亢上させる目的もある。
多くの院内学級は特別支援学校の分教室として設置されている。

### 晩期合併症への対応
発育途上の小児に対して放射線療法や化学療法を行うため、がん治療の終了時には影響がなくとも、その後の成長や時間の経過によって合併症を発症することがあり、これを「晩期合併症（晩期障害）」という。これに対応して継続的に治療する「長期フォローアップ」が行われる。
- 成長・発達への影響
低身長、骨格・筋・軟部組織の異常、知能・認知力の発達異常、学習障害、心理的・社会的成熟の異常
- 生殖機能への影響
思春期早発症、思春期遅発症、無月経、不妊症、子孫への影響
- 中枢神経系への影響
白質脳症、てんかん
- 臓器機能への影響
心機能異常、呼吸機能異常、肝機能障害（肝炎）、腎機能障害、内分泌機能障害、消化器機能障害、視力・聴力異常、免疫機能異常
- 二次がん（続発腫瘍）
白血病、脳腫瘍、甲状腺がん、その他のがん・腫瘍
- その他の異常
肥満、やせ、糖尿病

### 妊孕性の温存
放射線療法や化学療法によっては、精巣や卵巣といった生殖器官や、生殖能の発達に関連の深い脳下垂体に障害が出ることがある。患者が将来結婚したり子供をもうけたりすることに支障のないようにするため、治療前や治療中に対策がとられるようになった。

## 補記
2月15日は「国際小児がんデー」となっている。